# Kanelkronad spadnäbb
Kanelkronad spadnäbb (Platyrinchus saturatus) är en fågel i familjen tyranner inom ordningen tättingar. Den förekommer i regnskog i Amazonområdet. Beståndet anses vara livskraftigt.

## Utseende och läte
Kanelkronad spadnäbb är en mycket liten och kortstjärtad tyrann med den för släktet unikt mycket breda näbben. Jämfört med andra spadnäbbar är den relativt enfärgad, med brun ovansida, gulvit undersida och rätt otecknat ansikte. På hjässan finns en kanelbrun fläck som gett arten dess namn, men denna är svår att se i fält. Vanligaste lätet är en kort och stigande gnissling som ofta avges i alarm när den flyger iväg. Sången består av en förvånansvärt ljudlig och raspig serie toner.

## Utbredning och systematik
Kanelkronad spadnäbb delas in i två underarter med följande utbredning:
- Platyrinchus saturatus saturatus – förekommer från östra Colombia till södra Venezuela, Guyana och norra Amazonområdet (Brasilien)
- Platyrinchus saturatus pallidiventris – förekommer i Brasilien (södra stranden av Amazonfloden, från Rio Tapajós till norra Maranhão)

### Familjetillhörighet
Spadnäbbarna placeras vanligen i familjen tyranner. DNA-studier visar dock att Tyrannidae består av fem klader som skildes åt redan under oligocen,, varför vissa auktoriteter behandlar dem som egna familjer. Spadnäbbarna förs då till Platyrinchidae tillsammans med manakintyrann och kungsfågeltyrann ingår.

## Levnadssätt
Kanelkronad spadnäbb hittas i undervegetation i låglänta regnskog. Där sitter den lågt och gör utfall uppåt för att fånga insekter från undersidan av löv. Fågeln är vanligtvis svår att få syn på.

## Status och hot
Arten har ett stort utbredningsområde, men tros minska i antal, dock inte tillräckligt kraftigt för att den ska betraktas som hotad. Internationella naturvårdsunionen IUCN listar arten som livskraftig (LC).